# Topuszkaófalu
Topuszkaófalu (horvátul: Staro Selo Topusko) falu Horvátországban, Sziszek-Monoszló megyében. Közigazgatásilag Topuszkához tartozik.

## Fekvése
Sziszektől légvonalban 41, közúton 56 km-re délnyugatra, községközpontjától légvonalban 4, közúton 7 km-re délre, az úgynevezett Báni-végvidéken, a Petrova gora és a Zrinyi-hegység között, a Glina folyó völgyében fekszik.

## Története
Topuszkaófalu a térség egyik legrégibb települése. A Glina–folyó völgye a régészeti leletek tanúsága szerint már a kőkorszakban benépesült. A Glina felső folyásánál fekvő Hrvatsko Selo területén a késő rézkorban és a korai bronzkorban, az i. e. 4. és 2. évezred között virágzott vučedoli kultúra nyomaira bukkantak. A római uralom előtt illír törzsek lakták a területét. A római korban a falutól északra Topuszka vidékén feküdt Ad Fines városa, melynek helyén ókori falakra, pénzérmékre, urnákra, sírkőlapokra és főként borostyánból készített ékszerekre bukkantak. A 4. és 5. században a gótok és a longobárdok, a 6. században az avarok és a szlávok, a 9. század elején a frankok foglalták el ezt a területet. A magyarok a 10. században érkeztek meg ebbe a térségbe. 1097-ben a településtől  nyugatra fekvő Petrova gora hegységben vívott csatában győzte le Könyves Kálmán serege Svačić Pétert az utolsó horvát királyt. A hagyomány szerint környező hegység neve is az ő emlékét őrzi. Ezután területe a magyar-horvát királyok uralma alatt volt. A 13. század elején a közeli Topuszkán II. András magyar király cisztercita apátságot alapított.
A 16. században egyre többször érték török támadások, majd 1556-ban az Oszmán Birodalom több évszázadra megszállta a területét. Az 1593-tól 1699-ig terjedő időszak török háborúi a települést teljesen elpusztították, lakossága pedig Szlavónia más vidékeire, Nyugat-Magyarországra és Ausztriába menekült. A török uralom emléke az az őrház, melynek maradványai máig fennmaradtak a település határában. A karlócai békével ez a terület is felszabadult a török megszállás alól, majd a Katonai határőrvidék része lett. A 17. század végétől az elmenekült horvátok helyére a hódoltsági területekről nagy számú szerb lakosság érkezett. A katonai közigazgatás 1881-ig tartott. Ezután Zágráb vármegye Vrginmosti járásának része volt. A településnek 1857-ben 439, 1910-ben 1277 lakosa volt. 1918-ban a Szerb-Horvát-Szlovén Királyság, majd 1929-ben Jugoszlávia része lett. A lakosság kétharmada szerb, egyharmada horvát nemzetiségű volt.
1941 és 1945 között a falu a Független Horvát Állam része volt. Történetének leggyászosabb napjai voltak 1941. július 28. és augusztus 3. között. A faluba bevonuló usztasa egységek a partizánokkal szimpatizáló szerb lakosságból összesen 601 embert öltek meg a legkegyetlenebb módokon. Csak a falu északi kijáratánál fekvő Dugačka Lukán 250 szerb parasztot végeztek ki, ezzel egy időben a Vrnograc felé eső határban álló kőhíd közelében 36 szerbet, köztük 16 egy hónapostól 15 éves korú gyermeket öltek meg. A délszláv háború idején 1991-ben a település kisebbségi horvát lakossága többi megszállt horvát település lakóinak sorsára jutott.  Elűzték, lakóházait felgyújtották és lerombolták. A horvát hadsereg a Vihar hadművelet keretében 1995. augusztus 7-én szabadította fel települést. A szerb lakosság nagy része elmenekült. A háború után rögtön elkezdődött az újjáépítés, az élet úgy-ahogy normalizálódott. Az immár horvát többségű  településnek 2011-ben 154 lakosa volt.

## Lakosság
| Lakosság változása | Lakosság változása | Lakosság változása | Lakosság változása | Lakosság változása | Lakosság változása | Lakosság változása | Lakosság változása | Lakosság változása | Lakosság változása | Lakosság változása | Lakosság változása | Lakosság változása | Lakosság változása | Lakosság változása | Lakosság változása |
| ------------------ | ------------------ | ------------------ | ------------------ | ------------------ | ------------------ | ------------------ | ------------------ | ------------------ | ------------------ | ------------------ | ------------------ | ------------------ | ------------------ | ------------------ | ------------------ |
| 1857               | 1869               | 1880               | 1890               | 1900               | 1910               | 1921               | 1931               | 1948               | 1953               | 1961               | 1971               | 1981               | 1991               | 2001               | 2011               |
| 439                | 799                | 825                | 956                | 1.204              | 1.277              | 1.325              | 1.428              | 927                | 938                | 871                | 666                | 497                | 402                | 191                | 154                |

## Nevezetességei
- Török őrház maradványai
- Vízimalom a Glina-folyón
- Vízimalom a Krivaja-patakon
- Hősi emlékmű